# شیم چانگ جان
افسانه شیم چانگ یا شیم چانگ جان (به انگلیسی: Shim Cheong Jeon) (به کره‌ای: 심청전) یکی از رمان‌هایی است که در بردارندهٔ داستانهای پنسوری است. داستان این رمان در عهد چوسان و دوره ای جریان دارد که مردمان قدیم بر اساس آیین کنفسیوس بر احترام و انجام وظایف در قبال پدر و مادر تأکید بسیار داشتند. شخصیت اصلی این افسانه، شیم چانگ، دختر کوچکی است که خود را به عنوان پیشکشی زنده قربانی خدا می‌کند چراکه این تنها راه برای بازگرداندن بینایی به چشمان پدر نابینایش بود. او در رودخانه می‌افتد و جریان آب او را به قصر پادشاه دریا در اعماق آب می‌برد. از خواندن این داستان می‌توان به اهمیت احترام و وظیفه در برابر پدر و مادر پی برد. شیم چانگ خودش را برای پدرش قربانی کرد و این فداکاری و عشق به پدر، خواننده را تحت تأثیر قرار می‌دهد.
از این داستان نسخه‌های دستنوشتهٔ قدیمی یا حک شده روی چوب و فلز در دسترس است.